# European Data Relay Satellite

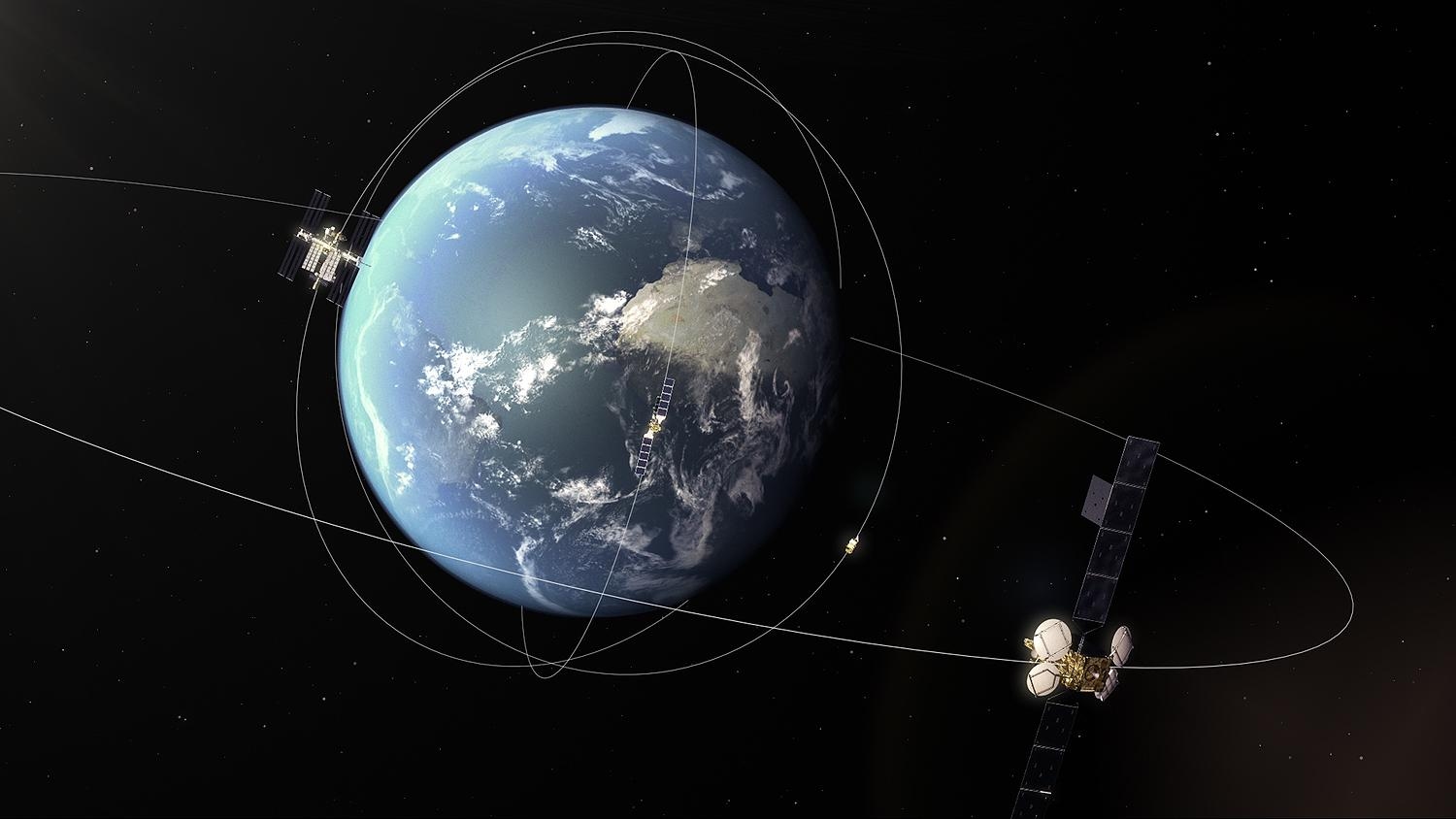
Künstlerische Darstellung des EDRS

Das European Data Relay Satellite System („Europäisches Datenrelaissatellitensystem“, kurz EDRS) ist ein System von geostationären Kommunikationssatelliten, die eine kontinuierliche Datenübertragung zwischen Satelliten und UAVs und Bodenstationen ermöglichen sollen.
Das System ermöglicht Vollzeitkommunikation auch mit Satelliten in erdnaher Umlaufbahn, die oft nur eine sehr reduzierte Sichtbarkeit von Bodenstationen aus haben. Es wird Daten am richtigen Ort und zur richtigen Zeit verfügbar machen und damit zum Beispiel Rettungskräfte mit Nahe-Echtzeit-Satellitendaten und Informationen der Krisenregion versorgen, in der sie tätig sind. Ein Satellit in erdnaher Umlaufbahn hat eine Umlaufzeit von ca. 100 Minuten, davon befindet er sich maximal 10 Minuten, also 10 % der Umlaufzeit im Sichtbereich einer Bodenstation. Dagegen ist von diesem Satelliten aus ein Relay-Satellit in geostationärer Umlaufbahn für 25 % der Umlaufzeit sichtbar. EDRS macht sich dieses Prinzip zunutze. Der Satellit in LEO kann mittels Laser seine Daten breitbandig an den Satelliten in GEO senden und dieser sendet über das Ka-Band die Daten zur Bodenstation. Diese Verbindung besteht permanent, sodass auf diese Weise eine deutlich größere Datenmenge transportiert werden kann. Die Satelliten in GEO können mittels Laser untereinander Daten austauschen. Mit mehreren Satelliten kann man so die Abdeckung weiter verbessern.
Das System wurde im Rahmen des ARTES-7-Programm entwickelt und soll den Artemis-Satelliten ersetzen. Es soll entwickelt werden, um zeitliche Verzögerungen bei der Übertragung großer Mengen von Daten zu verringern.
Das Programm ähnelt dem amerikanischen Tracking-and-Data-Relay-Satellite-System, das zur Kommunikation mit den Space Shuttles diente. EDRS wird aber eine neue Generation LCT-Technologie der Firma Tesat-Spacecom verwenden. Das LCT ist so konzipiert, dass 1,8 Gbit/s über Entfernungen von 45.000 km – was der Entfernung einer LEO-GEO-Verbindung entspricht – übertragen werden können. Ein solches Terminal wurde bereits erfolgreich bei der In-Orbit-Verifikation zwischen dem deutschen Radarsatelliten TerraSAR-X und dem amerikanischen Satelliten NFIRE getestet. Ein LCT ist an Bord des kommerziellen Telekommunikationssatelliten Alphasat, um weitere System- und Betriebsdemonstrationen durchführen zu können.

## Das System
Die EDRS-Infrastruktur wird aus zwei geostationären Nutzlasten (zwei weitere Nutzlasten sind bereits in Planung), einem Bodensegment bestehend aus einem Satellitenkontrollzentrum, einem Mission & Operations Center, einer Feeder-Link-Bodenstation (FLGS) und Bodenstationen zum Datenempfang bestehen.

### Weltraumsegment

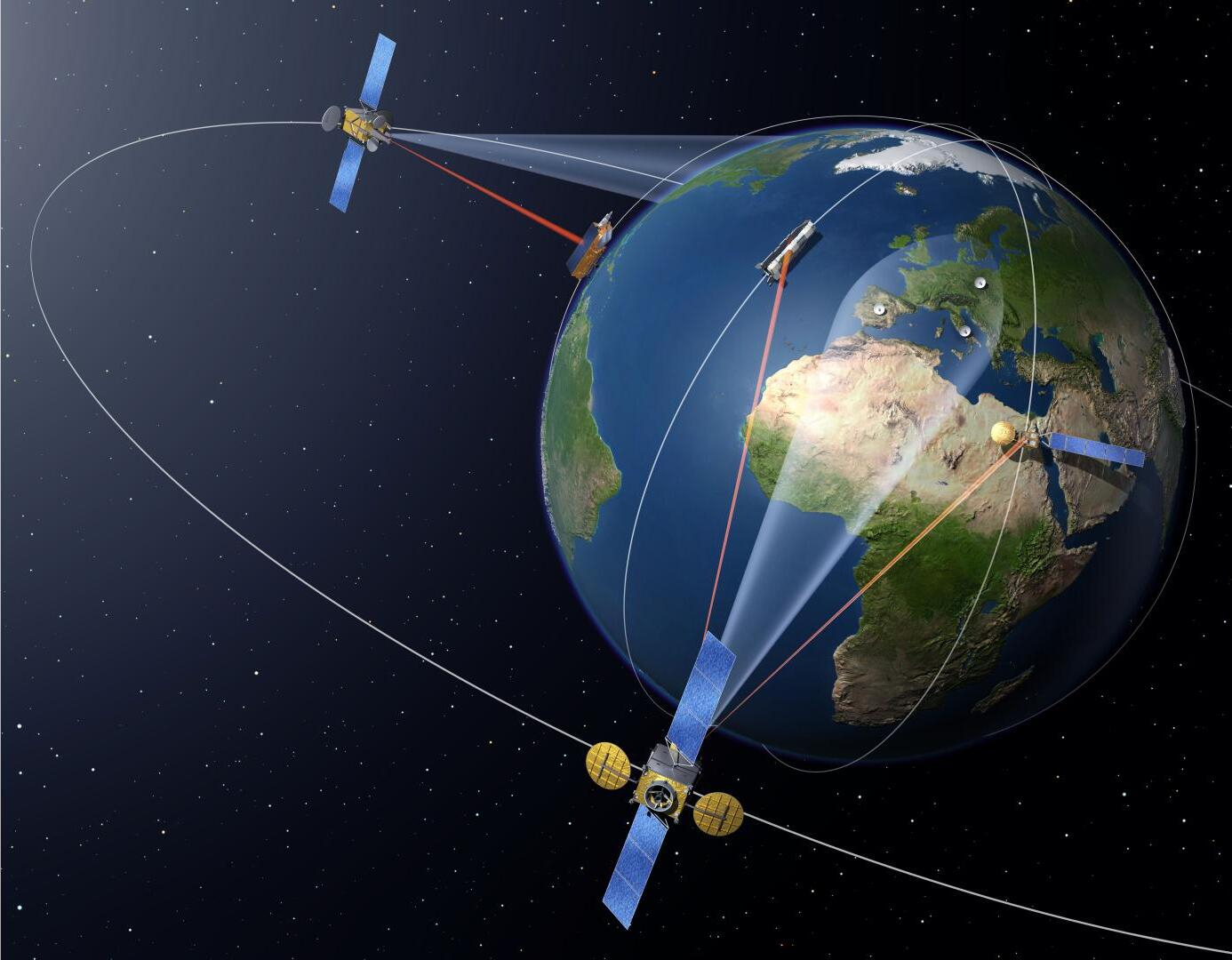
Aufbau des Systems, künstlerische Darstellung.

Die erste EDRS-Nutzlast (EDRS-A), ein Laser Communication Terminal und ein Ka-Band-Satelliten-Link, wurde am 27. Januar 2016 an Bord des Telekommunikationssatelliten Eutelsat 9B mit einer Proton M gestartet und bei 9° Ost positioniert. Ursprünglich war auch ein Satellit EDRS-B vorgesehen, der bislang aber nicht realisiert wurde.
EDRS-C ist im Unterschied zu EDRS-A ein eigenständiger Satellit. Er wurde mit einer Ariane 5 am 6. August 2019 um 21:30 Uhr (MESZ) gestartet.
Diese beiden Bestandteile des Weltraumsegmentes bilden die Grundinfrastruktur im All und ermöglichen eine direkte Abdeckung für LEO-Satelliten über Europa, dem Mittleren Osten, Afrika, Amerika, Asien und den Polen.
Ein dritter Satellit, EDRS-D, soll 2024[veraltet] über Asien oder dem Pazifik stationiert werden. Damit würde mit Ausnahme einiger Lücken über Nordamerika und dem Nordpazifik die ganze Erde abgedeckt.

### Bodensegment

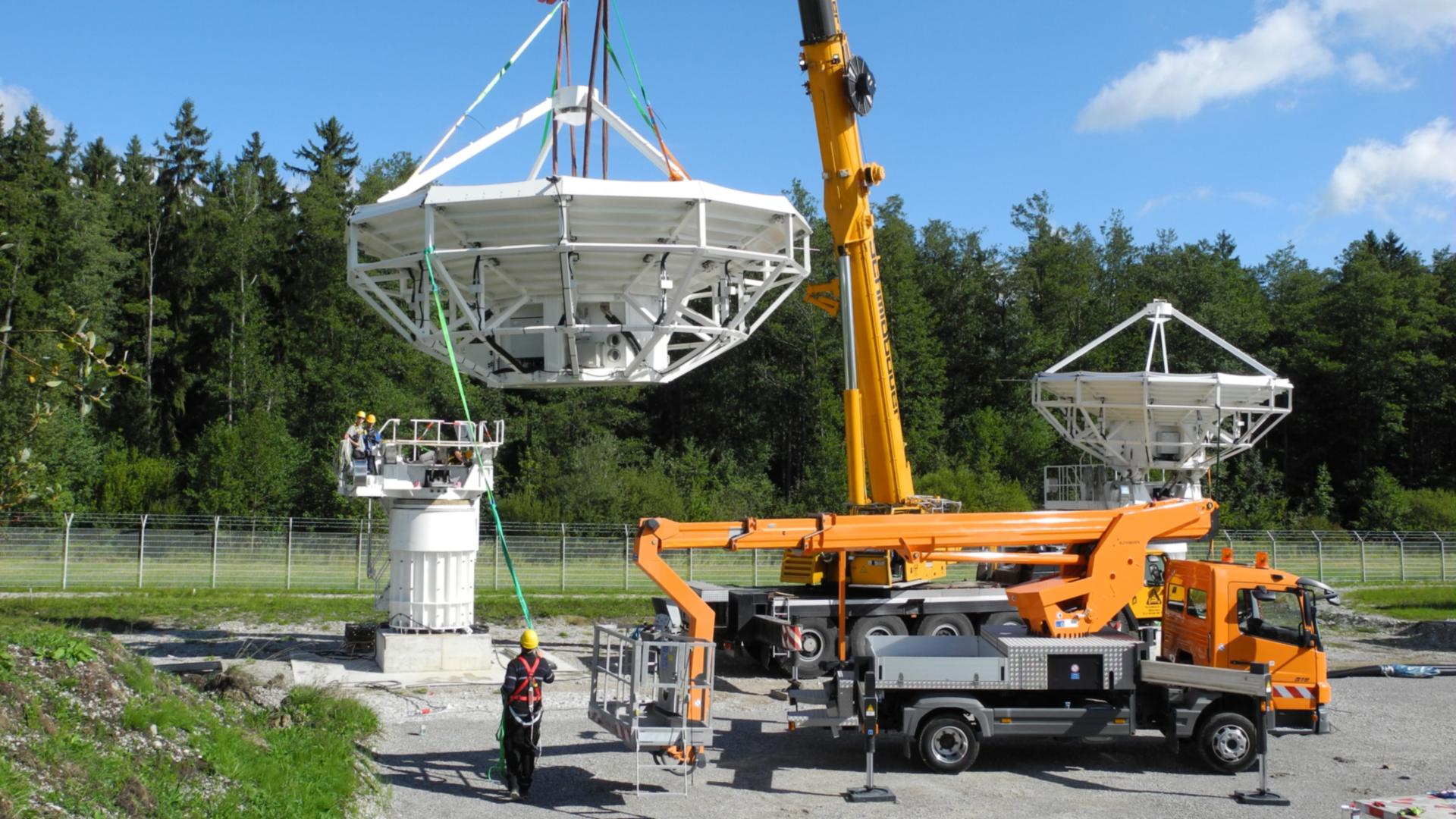
Aufbau der 6,8-Meter-Ka-Band-Antennen 2015

Das Bodensegment von EDRS besteht aus drei Bodenstationen mit vier baugleichen Antennen von 6,8 Meter Durchmesser in Weilheim (Deutschland), Redu (Belgien) und Harwell (Großbritannien). Die drei Standorte sind vor allem für den Fall, dass an einer Stelle der Empfang wetterbedingt gestört ist. Das zentrale Mission Operations Center (MOC) ist in Ottobrunn, während ein Backup in Redu ist. In Weilheim stehen zwei Antennen für den Ka-Betrieb, eine für Up- und Downlink, eine nur für Downlink. Betrieben werden sowohl die EDRS-A-Nutzlast als auch der EDRS-C-Satellit durch das Deutsche Raumfahrt-Kontrollzentrum (GSOC) des DLR in Oberpfaffenhofen bei München.

## Betrieb
Die ersten EDRS-Nutzer werden die Sentinel-1- und -2-Satelliten des GMES-Programms sein. Die Sentinel-Satelliten liefern Daten für die operative Bereitstellung von Geoinformationenprodukten und -diensten in ganz Europa und weltweit. Die EDRS-Datenübertragungsdienste für die Sentinel-Satelliten ermöglichen einen schnellen Downlink großer Datenmengen. Umfangreiche weitere Kapazitäten auf dem System werden für weitere Nutzer verfügbar sein.
Eine Reihe wichtiger Anwendungen werden von EDRS profitieren:
- Erdbeobachtungsdienste zur Unterstützung von zeitkritischen und/oder datenintensiven Anwendungen, wie z. B. Veränderungsüberwachung, Überwachung der Umwelt.
- Regierung und Sicherheitsdienste, die Daten der wichtigsten europäischen Satellitensysteme benötigen, wie z. B. Global Monitoring for Environment and Security.
- Kriseninterventionsteams und Rettungskräfte, die zeitnah Informationen und Daten von Krisengebieten benötigen.
- Sicherheitskräfte, die Daten an Erdbeobachtungssatelliten, Flugzeuge und unbemannte Luftfahrzeuge übertragen müssen, um die Systeme in Echtzeit neu zu programmieren.
- Wetter-Satellitendienste, die die schnelle Lieferung von großen Datenmengen auf der ganzen Welt benötigen.

Anfang Juni 2017 übertrug das System zum ersten Mal ein hochauflösendes Bild von Sentinel-2B zur Erde.

## Implementierung
EDRS wird als öffentlich-private Partnerschaft (PPP) zwischen der Europäischen Weltraumorganisation (ESA) und Airbus Defence and Space betrieben. Die ESA finanziert die Entwicklung der Infrastruktur und ist der Hauptkunde durch die Sentinel-Satelliten-Missionen. Airbus Defence and Space trägt die Gesamtverantwortung für die Umsetzung des Weltraumsegmentes einschließlich der Satellitenstarts und die Implementierung des Bodensegments. Airbus Defence and Space wird dann Eigentümer des EDRS-Systems und wird die Datenübertragungsdienste für die ESA und Kunden weltweit bereitstellen.